# Anikó
Anikó est un prénom hongrois féminin.

## Étymologie
Ce prénom est à l'origine en hongrois une forme parlée hypocoristique transylvaine du prénom Anna.

## Personnalités portant ce prénom
- Anikó Ducza-Jánosi
- Anikó Kapros (née en 1983 à Budapest), joueuse de tennis hongroise.
- Anikó Kovacsics